# Joaquim Pujol i Figa
Joaquim Pujol i Figa (Barcelona, 8 de juliol de 1944 - 26 de febrer de 2004) fou un enginyer i polític català, cosí germà de Jordi Pujol i Soley i diputat al Parlament de Catalunya en la IV Legislatura.

## Biografia
Fill de Narcís Pujol Brugat, oncle de Jordi Pujol.
Es llicencià en enginyeria industrial i va ser professor de l'Escola Tècnica Superior d'Enginyers Industrials de Barcelona entre 1970 i 1980. Des del 1983 també fou professor de l'IESE.
Vinculat des dels seus inicis a CDC, el juliol de 1980 fou nomenat cap del servei d'Anàlisis Sectorials del departament d'Indústria de la Generalitat de Catalunya. També fou director del Centre d'Informació i Desenvolupament Empresarial (CIDEM) el 1985-1987, organisme encarregat de captar inversions estrangeres a Catalunya.
Més tard fou secretari general del departament d'Indústria, director general d'Assumptes Intedepartamentals (1990) i Secretari General de la Presidència de la Generalitat de Catalunya, en substitució de Lluís Prenafeta (1990-1995). També fou elegit diputat per CiU a les eleccions al Parlament de Catalunya de 1995. El 1999 deixà la política per a treballar en el sector privat com a president de Tradia, filial d'Acesa. Va morir sobtadament al seu despatx mentre treballava.